# Matriz jacobiana
A matriz jacobiana (denominado do matemático alemão Carl Gustav Jakob Jacobi) é a matriz formada pelas derivadas parciais de primeira ordem de uma função vetorial. Se uma função é diferenciável num ponto, a sua derivada é dada em coordenadas pela jacobiana, mas uma função não precisa ser diferenciável para a existência da jacobiana; basta que as derivadas parciais existam.

## Definição formal
Seja {\displaystyle F:\mathbb {R} ^{n}\to \mathbb {R} ^{m}}, ou seja, uma função que denominaremos "F", com domínio e imagem no espaço euclidiano n e m dimensional, respectivamente. Tal função é definida por um vetor de m componentes, sendo cada componente uma função {\displaystyle F_{i}:\mathbb {R} ^{n}\to \mathbb {R} }. As derivadas parciais dessas funções podem ser organizadas numa matriz m x n, que é denominada matriz jacobiana.
Assim, a jacobiana é definida como:
| Em linguagem matemática | Em Português |
| --- | --- |
| {\displaystyle {\begin{bmatrix}{\frac {\partial F_{1}}{\partial x_{1}}}&\cdots &{\frac {\partial F_{1}}{\partial x_{n}}}\\\vdots &\ddots &\vdots \\{\frac {\partial F_{m}}{\partial x_{1}}}&\cdots &{\frac {\partial F_{m}}{\partial x_{n}}}\end{bmatrix}}} | Matriz de m linhas e n colunas. A primeira linha representa as derivadas parciais da função {\displaystyle F_{1}} em relação a todos os x (de x1 a xn). A segunda linha representa as derivadas parciais de {\displaystyle F_{2}} (também em relação a todos os x), e assim por diante, até a linha de número m, que representa as derivadas parciais de {\displaystyle F_{m}} em relação a todos os xs. |

## Notação
A jacobiana é representada por {\displaystyle J_{F}(x_{1},\ldots ,x_{n})} ou {\displaystyle {\frac {\partial (F_{1},\ldots ,F_{n})}{\partial (x_{1},\ldots ,x_{n})}}}.
A k-ésima linha da matriz é dada pela transposta do gradiente de {\displaystyle F_{k}}.

## Determinante jacobiano
O jacobiano é definido como sendo o determinante da jacobiana. Ele é de grande importância na mudança de variáveis em integrais múltiplas e no teorema da função inversa.

## Exemplos
Exemplo 1
Seja {\displaystyle F(x,y)=(x^{2}+y^{2},xy)}. Aqui, {\displaystyle F_{1}=x^{2}+y^{2}} e {\displaystyle F_{2}=xy}. A matriz jacobiana de F é:
{\displaystyle J_{F}(x,y)={\begin{vmatrix}{\frac {\partial F_{1}}{\partial x}}&{\frac {\partial F_{1}}{\partial y}}\\{\frac {\partial F_{2}}{\partial x}}&{\frac {\partial F_{2}}{\partial y}}\end{vmatrix}}={\begin{vmatrix}2x&2y\\y&x\end{vmatrix}}}
O determinante jacobiano é {\displaystyle 2(x^{2}-y^{2})}.
Exemplo 2
Vamos montar a matriz jacobiana da mudança de variáveis cartesianas para polares. A função que faz a transformação é:
{\displaystyle \left\{{\begin{matrix}x=r\cos \theta \\y=r\operatorname {sen} \theta \end{matrix}}\right.}
A jacobiana é dada então por:
{\displaystyle {\begin{aligned}{\frac {\partial (x,y)}{\partial (r,\theta )}}&={\begin{vmatrix}{\frac {\partial x}{\partial r}}&{\frac {\partial x}{\partial \theta }}\\{\frac {\partial y}{\partial r}}&{\frac {\partial y}{\partial \theta }}\end{vmatrix}}={\begin{vmatrix}\cos \theta &-r\operatorname {sen} \theta \\\operatorname {sen} \theta &r\cos \theta \end{vmatrix}}\\{\frac {\partial (x,y)}{\partial (r,\theta )}}&=r\cos ^{2}\theta +r\operatorname {sen} ^{2}\theta =r\end{aligned}}}
Exemplo 3 (mudança de variáveis em Estatística, relacionado à distribuição de Erlang)
Seja (X,Y) um par aleatório absolutamente contínuo com densidade de probabilidade conjunta {\displaystyle f_{x,y}\left(x,y\right)}. Seja também G uma função {\displaystyle G:\mathbb {R} ^{2}\rightarrow \mathbb {R} ^{2}} injectiva (portanto com inversa) com dois componentes G(x,y) = (u,v). Cada um destes componentes é função de duas variáveis reais, tal que
{\displaystyle \left\{{\begin{matrix}u=g_{1}(x,y)\\v=g_{2}(x,y)\end{matrix}}\right.}, sendo que g1 e g2 possuem derivadas parciais em relação a x e a y
Portanto, podemos definir o par aleatório (U,V) = G(X,Y). Como determinar a densidade de probabilidade conjunta do par (U,V) a partir da densidade conjunta de (X,Y)?
Como G tem inversa, podemos escrever:
{\displaystyle \left\{{\begin{matrix}x=h_{1}(u,v)\\y=h_{2}(u,v)\end{matrix}}\right.}
A densidade conjunta de (U,V) será:
{\displaystyle f_{U,V}(u,v)=\left|J\right|f_{X,Y}h_{1}(u,v)h_{2}(u,v)}, em que {\displaystyle \left|J\right|} representa o módulo do determinante jacobiano, isto é, o módulo de {\displaystyle {\begin{vmatrix}{\frac {\partial h_{1}(u,v)}{\partial u}}&{\frac {\partial h_{1}(u,v)}{\partial v}}\\{\frac {\partial h_{2}(u,v)}{\partial u}}&{\frac {\partial h_{2}(u,v)}{\partial v}}\end{vmatrix}}}.
Assim, digamos que (U,V) = (X+Y, X-Y). Teremos então
{\displaystyle \left\{{\begin{matrix}u=&x+y\\v=&x-y\end{matrix}}\right.\longrightarrow \left\{{\begin{matrix}x=&{\color {Blue}u-y}\\y=&{\color {Red}x-v}\end{matrix}}\right.\longrightarrow \left\{{\begin{matrix}x=&u-({\color {Red}x-v})\\y=&({\color {Blue}u-y})-v\end{matrix}}\right.\longrightarrow } {\displaystyle \left\{{\begin{matrix}x=&h_{1}(u,v)=&{\frac {u+v}{2}}\\y=&h_{2}(u,v)=&{\frac {u-v}{2}}\end{matrix}}\right.}
O determinante jacobiano neste caso (chamado de jacobiano da transformação) será
{\displaystyle {\begin{vmatrix}{\frac {\partial h_{1}(u,v)}{\partial u}}&{\frac {\partial h_{1}(u,v)}{\partial v}}\\{\frac {\partial h_{2}(u,v)}{\partial u}}&{\frac {\partial h_{2}(u,v)}{\partial v}}\end{vmatrix}}} {\displaystyle ={\begin{vmatrix}{\frac {1}{2}}&{\frac {1}{2}}\\{\frac {1}{2}}&-{\frac {1}{2}}\end{vmatrix}}=\left|-{\frac {1}{2}}\right|}.
O módulo deste determinante é {\displaystyle {\frac {1}{2}}}. A função densidade de probabilidade conjunta é, portanto:
{\displaystyle f_{U,V}(u,v)=\left|J\right|f_{X,Y}h_{1}(u,v)h_{2}(u,v)={\frac {1}{2}}f_{X,Y}\left({\frac {u+v}{2}},{\frac {u-v}{2}}\right)}

## Aproximação linear
A Jacobiana representa a melhor aproximação linear de uma função diferenciável nas vizinhanças de um ponto. Semelhante à aproximação de funções de uma variável pela derivada, uma função vetorial F diferenciável num ponto {\displaystyle \mathbf {x_{0}} } pode ser aproximada por:
{\displaystyle F(\mathbf {x} )\approx F(\mathbf {x_{0}} )+J_{F}(\mathbf {x_{0}} )\cdot (\mathbf {x} -\mathbf {x_{0}} )^{T}}
sendo {\displaystyle \mathbf {x} } um ponto próximo de {\displaystyle \mathbf {x_{0}} }.
Essa aproximação é de grande importância no cálculo numérico, onde a Jacobiana e o seu determinante são utilizados para resolver sistemas não-lineares pelo método de Newton (ou método do Gradiente Iterativo).